# Andre Jackson
Andre Terrell Jackson Jr. (Amsterdam, Nueva York, 13 de noviembre de 2001) es un baloncestista estadounidense que pertenece a la plantilla de los Milwaukee Bucks de la NBA. Con 1,98 metros de estatura, juega en la posición de escolta.

## Trayectoria deportiva

### Universidad
Jugó tres temporadas con los Huskies de la Universidad de Connecticut, en las que promedió 6,0 puntos, 5,8 rebotes, 3,5 asistencias y 1,0 robos de balón por partido. En su tercera temporada logró el campeonato de la NCAA, jugando como titular en la final en la que se impusieron a San Diego State 76-59, en la que anotó tres puntos con seis asistencias, tres rebotes y dos robos.
| Año     | Equipo | PJ | PT | MPP  | %TC  | %3P  | %TL  | RPP | APP | ROB | TPP | PPP |
| ------- | ------ | -- | -- | ---- | ---- | ---- | ---- | --- | --- | --- | --- | --- |
| 2020–21 | UConn  | 16 | 2  | 16.1 | .410 | .118 | .900 | 2.9 | 1.6 | .4  | .3  | 2.7 |
| 2021–22 | UConn  | 33 | 32 | 29.2 | .426 | .361 | .714 | 6.8 | 3.1 | 1.2 | .6  | 6.8 |
| 2022–23 | UConn  | 36 | 31 | 29.1 | .432 | .281 | .646 | 6.2 | 4.7 | 1.1 | .5  | 6.7 |
| Total   | Total  | 85 | 65 | 26.7 | .428 | .293 | .702 | 5.8 | 3.5 | 1.0 | .5  | 6.0 |

### Profesional
Fue elegido en la trigesimosexta posición del Draft de la NBA de 2023 por los Orlando Magic, pero sus derechos fueron traspasados a Milwaukee Bucks a cambio de una segunda ronda de 2030 y dinero.
Debutó en la NBA el 29 de octubre de 2023, cuando los Atlanta Hawks vencieron a los Milwaukee Bucks por 127 a 110. Andre Jackson Jr. jugó 6:37 minutos, en los cuales no logró ningún punto, pero consiguió 4 rebotes (3 defensivos, 1 ofensivo), 1 asistencia y 1 robo.Debido a su gran impacto defensivo y la necesidad de defensores perimetrales en el equipo, Andre Jackson rápidamente obtuvo minutos en la rotación. La lesión de Jae Crowder también influyó a un rápido aumento de relevancia en la rotación. El 15 de noviembre disputó su primer partido como titular en la victoria frente a Toronto Raptors por 128 a 112. En dicho partido jugó 16:30 minutos, sin lograr anotar pero con 2 rebotes (ofensivos), 1 asistencia y un +9 en Plus/Minus.

## Estadísticas de su carrera en la NBA

### Temporada regular
| Año     | Equipo    | PJ  | PT | MPP  | %TC  | %3P  | %TL  | RPP | APP | ROB | TPP | PPP |
| ------- | --------- | --- | -- | ---- | ---- | ---- | ---- | --- | --- | --- | --- | --- |
| 2023-24 | Milwaukee | 57  | 8  | 10.0 | .500 | .370 | .727 | 2.0 | .9  | .3  | .1  | 2.2 |
| 2024-25 | Milwaukee | 67  | 43 | 14.6 | .477 | .395 | .500 | 2.7 | 1.2 | .5  | .2  | 3.4 |
| Total   | Total     | 124 | 51 | 12.5 | .485 | .385 | .571 | 2.4 | 1.1 | .4  | .2  | 2.9 |

### Playoffs
| Año   | Equipo    | PJ | PT | MPP  | %TC  | %3P  | %TL | RPP | APP | ROB | TPP | PPP |
| ----- | --------- | -- | -- | ---- | ---- | ---- | --- | --- | --- | --- | --- | --- |
| 2024  | Milwaukee | 5  | 0  | 11.9 | .455 | .333 | —   | 2.2 | 2.0 | 1.0 | .2  | 2.4 |
| 2025  | Milwaukee | 2  | 0  | 2.5  | .000 | .000 | —   | .0  | .0  | .0  | .0  | .0  |
| Total | Total     | 7  | 0  | 9.3  | .417 | .286 | —   | 1.6 | 1.4 | .7  | .1  | 1.7 |